# Isiro
Isiro ist eine Universitätsstadt und Hauptstadt der Provinz Haut-Uele der Demokratischen Republik Kongo im Territorium Rungu. Die Stadt hat rund 200.000 Einwohner. Klimatisch liegt sie zwischen Savanne und tropischem Regenwald. Wegen der umliegenden ertragreichen Kaffeeplantagen nennt man die Stadt auch Hauptstadt des grünen Goldes. Seit 1998 ist sie Standort der Uelle-Universität.

## Geschichte
Die Stadt wurde ab 1934 unter dem Namen Paulis als Zwischenstation der Kongolesischen Nebenbahn (Vicicongo) erbaut und nach Albert Paulis benannt. Erst wenige Jahre vor der Unabhängigkeit 1957 war der Bau abgeschlossen. 1965 wurde die Stadt nach dem naheliegenden Dorf Isiro umbenannt. Sie ist Hauptort des Bezirks Ober-Uelle.
Während des Bürgerkrieges 1964 töteten kommunistische Rebellen mehr als 250 Missionare und Ordensschwestern. Etwa 50 Nonnen, unter ihnen die seliggesprochene Marie Clémentine Anuarite Nengapeta, wurden nach Isiro verschleppt, teilweise vergewaltigt und ebenfalls getötet.

„In der Mittagsstunde des 29. November 1964 wurde sie gemeinsam mit ihren Mitschwestern von Angehörigen des Simba-Stammes
nach Ibamhi, hierauf nach Isiro verschleppt. Dort versuchte der
schwarze Hauptmann Pierre Olombe, ihr die gottgeweihte Jungfräulichkeit
zu rauben. Als ihm das nicht gelang, weil sich die Schwester tapfer
dagegen wehrte, wurde sie von dem Lüstling kaltblütig ermordet.“

## Verkehr
Isiro liegt an der ehemaligen Kongolesischen Nebenbahn, einer Schmalspurbahn mit 60 cm Spurweite, welche von Bumba (Schiffsanschluss nach Kinshasa) nach Mungbere im Nordosten des Landes führt. Die Bahn gehört heute zur kongolesischen Staatsbahn (SNCC). Vor dem zweiten Kongokrieg verkehrte wegen Dieselmangel ca. zwei- dreimonatlich ein Zug nach Aketi am Itimbiri.
Straßen führen nach Uganda, Südsudan und Kisangani. Diejenige nach Bumba ist seit dem Krieg nicht mehr befahrbar. Der Flughafen Isiro-Matari gehört der Kategorie 4 an und bietet Verbindung in die Hauptstadt.